# Atelectotrauma

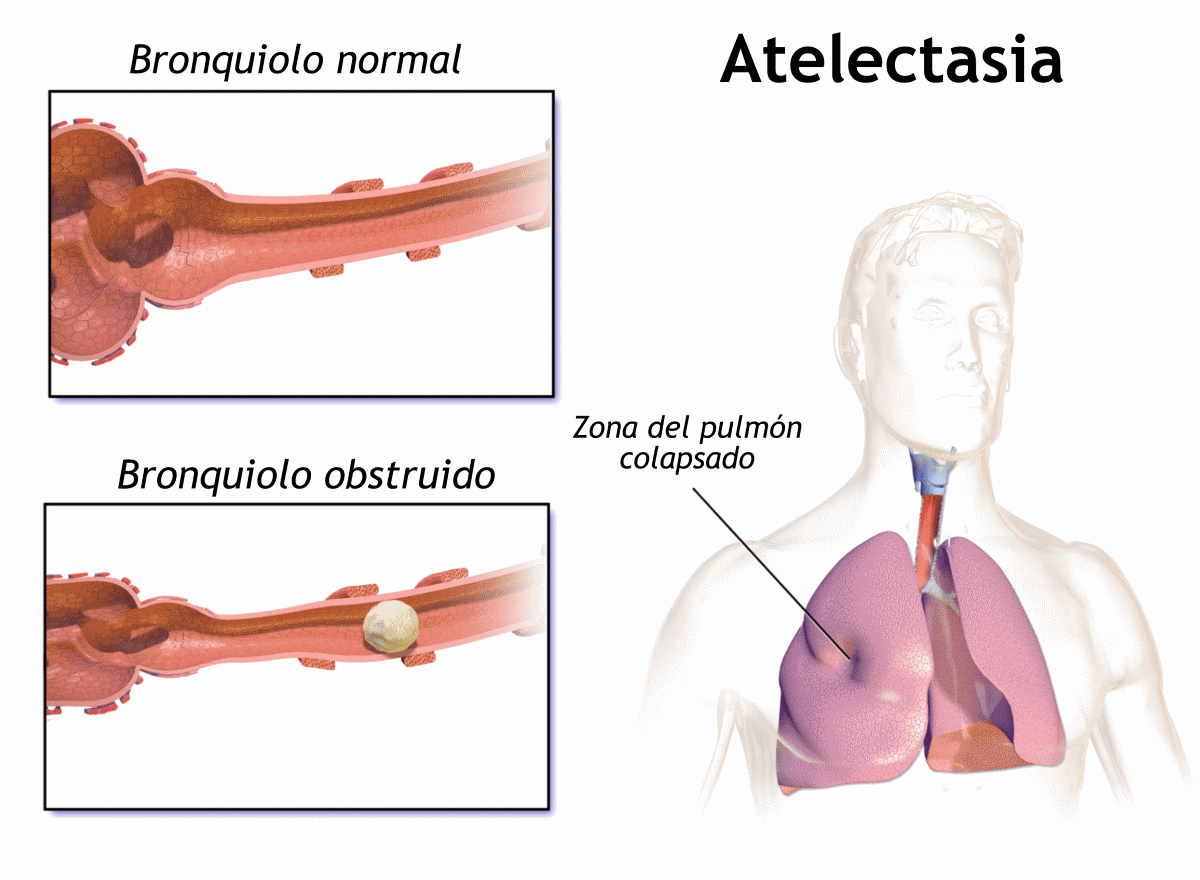
La atelectasia ocurre cuando la presión de distensión del alvéolo es superada por la tensión superficial del líquido dentro del alvéolo. La atelectasia repetida y la reinflación conducen a atelectotrauma.

Atelectotrauma, atelectrauma, atelectasia cíclica o colapso y expansión alveolar repetido (RACE) son términos médicos para el daño causado al pulmón por la ventilación mecánica bajo ciertas condiciones. Cuando partes del pulmón colapsan al final de la espiración, debido a una combinación de un estado pulmonar enfermo y una capacidad residual funcional baja, y luego vuelven a abrirse en la inspiración, este colapso y reapertura repetidos provocan un esfuerzo cortante que tiene un efecto dañino en el alvéolo.
Los médicos intentan reducir el atelectotrauma asegurando una presión positiva al final de la espiración (PEEP) adecuada para mantener los alvéolos abiertos durante la espiración. Esto se conoce como ventilación pulmonar abierta. La ventilación oscilatoria de alta frecuencia (HFOV) con el uso de 'super CPAP' es especialmente eficaz para prevenir el atelectotrauma, ya que mantiene una presión media en las vías respiratorias (MAP) muy alta, equivalente a una PEEP muy alta. 
El atelectotrauma es uno de varios medios por los cuales la ventilación mecánica puede dañar los pulmones y provocar una lesión pulmonar asociada con el ventilador. Los otros medios son volutrauma, barotrauma, reotrauma y biotrauma. Se han hecho intentos para combinar estos factores en un término que lo abarque todo: potencia mecánica.